# Exhibit B: The Human Condition
Exhibit B: The Human Condition deveti je studijski album thrash metal sastava Exodus. Diskografska kuća Nuclear Blast objavila ga je 7. svibnja 2010. 
Debitirao je na 114. mjestu američke glazbene ljestvice Billboard 200. Prvi je Exodusov album od Fabulous Disastera iz 1989. na kojem je svirala ista postava kao na prijašnjem albumu. U prvom je tjednu objave u SAD-u prodano 4600 primjeraka albuma. Posljednji je album skupine na kojem pjeva Rob Dukes, koji je izbačen iz sastava u lipnju 2014. iako je bio i dalje Exodusov član kad je počelo pisanje pjesama za album Blood In, Blood Out.

## O albumu
Pjesme na albumu, čiji je naslov nalik naslovu prijašnjeg albuma The Atrocity Exhibition... Exhibit A, govore o ratu, religiji i ostalim političkim i društvenim zbivanjima. Gitarist Gary Holt izjavio je da se pjesme bave temama "okrutnosti, neznanja, neljudskosti i brutalnosti". Naslovnica je utemeljena na slici Vitruvijev čovjek Leonarda da Vincija; članovi sastava izjavili su da su njome željeli prikazati ljudsko nasilje.
Gary Holt napisao je sve pjesme na uratku osim "The Ballad of Leonard and Charles" i "Democide"; za te je pjesme glazbu skladao Lee Altus, a stihove je napisao Rob Dukes. Tijekom snimanja albuma Brendon Small snimio je solističku gitarsku dionicu za dodatnu pjesmu "Devil's Teeth".

## Tekstovi
U pjesmi "Downfall" opisuje se pad većih svjetskih vlada tijekom rata i recesije, a u "March of the Sycophants" licemjerje kršćanskih konzervativaca. Pjesma "Nanking" govori o masakru u Nankingu, a "The Ballad of Leonard and Charles" o ubojstvima koja su počinili Leonard Lake i Charles Ng.

## Popis pjesama
Tekstovi: Gary Holt, osim za "The Ballad of Leonard and Charles" i "Democide", čije je tekstove napisao Rob Dukes, glazba: Holt, osim za "The Ballad of Leonard and Charles" i "Democide", koje je skladao Lee Altus.
| 1.    | »The Ballad of Leonard and Charles« | 7:14 |
| 2.    | »Beyond the Pale«                   | 7:40 |
| 3.    | »Hammer and Life«                   | 3:31 |
| 4.    | »Class Dismissed (A Hate Primer)«   | 7:15 |
| 5.    | »Downfall«                          | 6:22 |
| 6.    | »March of the Sycophants«           | 6:45 |
| 7.    | »Nanking«                           | 7:22 |
| 8.    | »Burn, Hollywood, Burn«             | 4:06 |
| 9.    | »Democide«                          | 6:36 |
| 10.   | »The Sun Is My Destroyer«           | 9:33 |
| 11.   | »A Perpetual State of Indifference« | 2:25 |
| 12.   | »Good Riddance«                     | 5:33 |
| 74:22 |                                     |      |

| Dodatna pjesma na ograničenoj inačici albuma | Dodatna pjesma na ograničenoj inačici albuma | Dodatna pjesma na ograničenoj inačici albuma | Dodatna pjesma na ograničenoj inačici albuma | Dodatna pjesma na ograničenoj inačici albuma | Dodatna pjesma na ograničenoj inačici albuma | Dodatna pjesma na ograničenoj inačici albuma | Dodatna pjesma na ograničenoj inačici albuma | Dodatna pjesma na ograničenoj inačici albuma | Dodatna pjesma na ograničenoj inačici albuma |
| Br.                                          | Skladba                                      | Trajanje                                     |                                              |                                              |                                              |                                              |                                              |                                              |                                              |
| -------------------------------------------- | -------------------------------------------- | -------------------------------------------- | -------------------------------------------- | -------------------------------------------- | -------------------------------------------- | -------------------------------------------- | -------------------------------------------- | -------------------------------------------- | -------------------------------------------- |
| 13.                                          | »Devil's Teeth«                              | 4:15                                         |                                              |                                              |                                              |                                              |                                              |                                              |                                              |
| 78:37                                        |                                              |                                              |                                              |                                              |                                              |                                              |                                              |                                              |                                              |

## Recenzije
Greg Prato, recenzent s mrežnog mjesta AllMusic, dodijelio mu je tri i pol zvjezdice od njih pet i izjavio: "Uvijek možete računati na to da će na svakom Exodusovom albumu biti dobrih, staromodnih, stvarno zlobnih thrash metal pjesama. Dečki opet ispunjavaju očekivanja na albumu Exhibit B: The Human Condition iz 2010. (koji je, dojmljivo, njihov četvrti uradak objavljen u šestogodišnjem rasponu – od 2004. do 2010.)." Dodao je: "Intenzitet od početka do kraja ne opada ni za mrvicu; iako ima i pjesama koje nude kratak predah ("Democide", "A Perpetual State of Indifference" itd.), samo je pitanje vremena kad će Exodus ponovno svom silom nagaziti na papučicu za gas i vratiti se eksplozivnim rifovima. Članovi Exodusa uvijek su u pjesmama bili brzi i žestoki; kao takvi zasigurno ne razočaravaju na Exhibit B: The Human Conditionu."

## Zasluge
| Exodus - Lee Altus – gitara - Gary Holt – gitara - Rob Dukes – vokali - Tom Hunting – bubnjevi - Jack Gibson – bas-gitara Dodatni glazbenici - Brendon Small – gitarska solistička dionica (na pjesmi "Devil's Teeth") - Raymond Anthony – klavijature (na pjesmi "The Ballad of Leonard and Charles"); dodatna tonska obrada (gitare) - Peter Tägtgren – prateći vokali (na pjesmi "The Sun Is My Destroyer") | Ostalo osoblje - Andy Sneap – produkcija, miksanje, mastering - Adam Myatt – pomoć pri tonskoj obradi - Colin Marks – ilustracije, omot albuma |